# Gare de Muhlbach-sur-Munster
Gare de Muhlbach-sur-Munster vasútállomás Franciaországban, Muhlbach-sur-Munster településen.

## Vasútvonalak
Az állomást az alábbi vasútvonalak érintik:
- Colmar–Metzeral-vasútvonal

## Kapcsolódó állomások
A vasútállomáshoz az alábbi állomások vannak a legközelebb:
- Gare de Metzeral
- Gare de Breitenbach